# Krüden
Krüden este o comună din landul Saxonia-Anhalt, Germania.